# Anablepsoides deltaphilus
Anablepsoides deltaphilus är en fiskart som beskrevs av Seegers, 1983. Arten ingår i släktet Anablepsoides, och familjen Rivulidae. Inga underarter finns listade i Catalogue of Life.